# Grünbach (Saksonia)
Grünbach – gmina w Niemczech, w kraju związkowym Saksonia, w okręgu administracyjnym Chemnitz, w powiecie Vogtland, wchodzi w skład wspólnoty administracyjnej Falkenstein (Vogtland).

## Współpraca
Miejscowość partnerska:
- Goldkronach, Bawaria
- Grünbach, Austria